# Josef Knop
Josef Knop (30. ledna 1909 Žamberk – 1. dubna 1966 Ústí nad Orlicí) byl příslušník Československé armády v zahraničí, generál in memoriam.

## Dětství
Josef Knop se narodil dne 30. ledna 1909 v Žamberku, Hluboké ulici, v rodině řezníka Štěpána Knopa a jeho manželky Hedviky Knopové, rozené Vodičkové. Základní vzdělání získal v Žamberku a dále vystudoval reálné gymnázium v Kostelci nad Orlicí, kde maturoval v roce 1929.

## Raná vojenská kariéra
Po roce základní vojenské služby se stal posluchačem Vojenské akademie v Hranicích. V červenci 1932 byl vyřazen jako poručík pěchoty a v hodnosti poručíka nastoupil u hraničního praporu na Slovensku. V červnu 1939 byl propuštěn z armády a nastoupil k ředitelství Státních drah v Kyšperku, dnes (Letohrad).

## Francie
Po okupaci Československa se dostal přes Budapešť, Bělehrad, Soluň, Cařihrad, Bejrút a Marseille do Agde, kde se utvářela a cvičila naše zahraniční armáda. Účastnil se bojů ve Francii jako velitel 8. kulometné roty 2. praporu. Po kapitulaci Francie se dostal do Anglie, kde se stal příslušníkem 1. čs. brigády ve Velké Británii.

## Anglie
V Anglii absolvoval několik speciálním kurzem SOE (Special Operation Executive), kde byli cvičeni vojáci pro diverzní a sabotážní akce. Tímto kurzem prošli i parašutisté vysazení v Protektorátu.

## Sovětský svaz

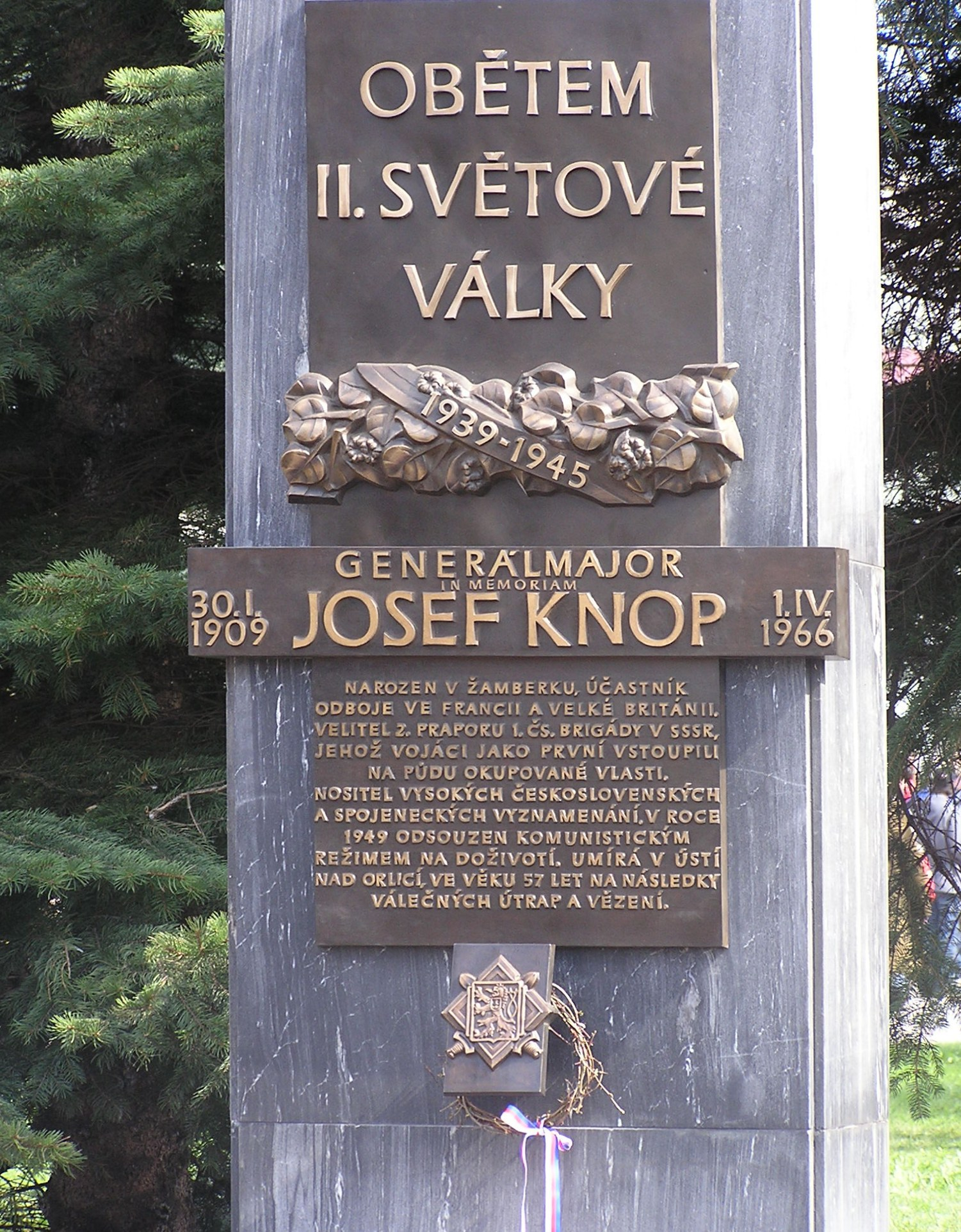
Pomník Josefa Knopa

Když se naše vojenská jednotka v Sovětském svazu v roce 1943 rozšiřovala na armádní sbor, přihlásil se dobrovolně na východní frontu. V Sovětském svazu vystřídal několik funkcí při výcviku nových jednotek. V karpatsko-dukelské operaci už velel 2. polnímu praporu 1. čs. brigády. Jeho průzkumná hlídka jako první vstoupila 6. října 1944 na naše území a na státní hranici vztyčila československou vlajku.
V bojích na Slovensku byl zástupcem velitele brigády a koncem dubna 1945 byl z fronty odvelen ke štábní rotě Ministerstva národní obrany.
Po válce prošel několika funkcemi v různých posádkách. Absolvoval Vysokou školu válečnou v Praze. Začátkem roku 1947 byl povýšen do hodnosti plukovníka generálního štábu. Po narození dcery Yvony obětoval svoji vojenskou kariéru. Aby byl blíže rodině, nastoupil do funkce velitele posádky v Žamberku.
Po únorových událostech roku 1948 nesouhlasil s novým politickým vývojem a svoje názory dával otevřeně najevo. Proto byl na jaře 1949 poslán na zvláštní dovolenou. Ve vykonstruovaném procesu byl 14. 12. 1949 odsouzen k trestu těžkého žaláře na doživotí a následně degradován na vojína.
Z vězení byl propuštěn na základě amnestie prezidenta republiky v květnu 1962. Pracoval jako závozník u ČSAD Žamberk a u geologického průzkumu jáchymovských dolů. Útrapy fronty a vězení podlomily jeho zdravotní stav natolik, že zemřel v nemocnici v Ústí nad Orlicí ve věku 57 let.
Všechny snahy o obnovu procesu a rehabilitaci byly, i po roce 1968, zamítnuty. Až v roce 1991 byl plně rehabilitován soudně a následně i vojensky – byla mu vrácena hodnost plukovníka generálního štábu in memoriam. Prezident republiky mu 9. května 1991 propůjčil řád M.R. Štefánika III. třídy a 10. prosince 1991 byl rozkazem prezidenta republiky jmenován do hodnosti generálmajora in memoriam.

## Vyznamenání

### 1940
- Československý válečný kříž 1939, za boje ve Francii

### 1944
- Pamětní medaile československé armády v zahraničí, se štítkem Francie a Velká Británie
- Pamětní medaile československé armády v zahraničí, se štítkem SSSR
- Československý válečný kříž 1939, udělen podruhé, za boje o Duklu a Dukelský průsmyk
- Československý válečný kříž 1939, udělen potřetí, za boje o Duklu a Dukelský průsmyk
- Československá medaile Za chrabrost před nepřítelem, za boje o Duklu a Dukelský průsmyk

### 1945
- Československý válečný kříž 1939, udělen počtvrté, za boje o Prešov, Bardejov, Poprad, Levoču a Liptovský Mikuláš
- Československý válečný kříž 1939, udělen popáté, za boje o Prešov, Bardejov, Poprad, Levoču a Liptovský Mikuláš
- Řád Slovenského národního povstání, II. třída
- Řád Suvorova, III. stupně
- Československá vojenská medaile za zásluhy, I. stupeň
- Československý vojenský řád Za svobodu, stříbrná medaile

### 1947
- Croix de guerre
- Válečný kříž za operace na vnějších bojištích[2]
- Řád Virtuti Militari, stříbrný kříž
- Řád rumunské koruny, IV. třída

### 1991
- Řád Milana Rastislava Štefánika , III. třída in memoriam

### 2009
- Kříž obrany státu ministra obrany České republiky, in memoriam